# 홍콩 국제 영화제

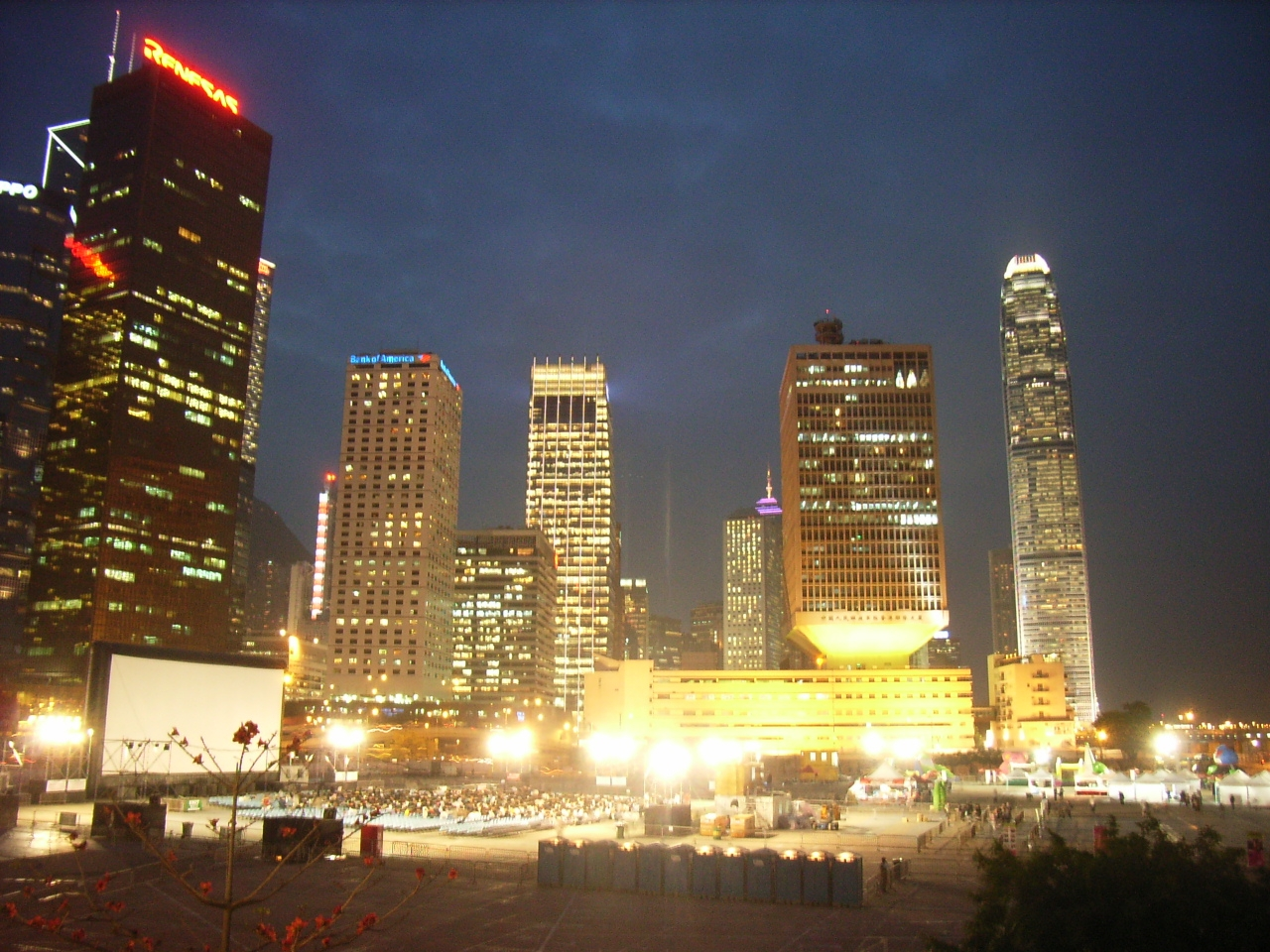
2006년 홍콩 국제 영화제

홍콩 국제 영화제(중국어: 香港國際電影節)는 홍콩에서 열리는 국제영화제로 1977년부터 매년 3~4월경에 아시아 영화인들의 작품을 소개하고, 각종 회고전등의 다양한 프로그램을 선보인다.
홍콩 영화제의 또다른 이름은 HKIFF이며, 영화제의 성격은 비경쟁 영화제이다.

## 행사 역사
| 행사명  | 날짜                              |
| ------- | --------------------------------- |
| HKIFF1  | 1977년 6월 27일 - 1977년 7월 10일 |
| HKIFF2  | 1978년 6월 26일 - 1978년 7월 9일  |
| HKIFF3  | 1979년 6월 25일 - 1979년 7월 8일  |
| HKIFF4  | 1980년 4월 3일 - 1980년 4월 18일  |
| HKIFF5  | 1981년 4월 9일 - 1981년 4월 24일  |
| HKIFF6  | 1982년 4월 1일 - 1982년 4월 16일  |
| HKIFF7  | 1983년 3월 24일 - 1983년 4월 8일  |
| HKIFF8  | 1984년 4월 12일 - 1984년 4월 27일 |
| HKIFF9  | 1985년 3월 29일 - 1985년 4월 13일 |
| HKIFF10 | 1986년 3월 27일 - 1986년 4월 11일 |
| HKIFF11 | 1987년 4월 10일 - 1987년 4월 25일 |
| HKIFF12 | 1988년 3월 31일 - 1988년 4월 15일 |
| HKIFF13 | 1989년 3월 23일 - 1989년 4월 7일  |
| HKIFF14 | 1990년 4월 6일 - 1990년 4월 21일  |
| HKIFF15 | 1991년 3월 28일 - 1991년 4월 12일 |
| HKIFF16 | 1992년 4월 10 - 1992년 4월 25일   |
| HKIFF17 | 1993년 4월 8일 - 1993년 4월 23일  |
| HKIFF18 | 1994년 3월 25일 - 1994년 4월 9일  |
| HKIFF19 | 1995년 4월 7일 - 1995년 4월 22일  |
| HKIFF20 | 1996년 3월 25일 - 1996년 4월 9일  |
| HKIFF21 | 1997년 3월 25일 - 1997년 4월 9일  |
| HKIFF22 | 1998년 4월 3일 - 1998년 4월 18일  |
| HKIFF23 | 1999년 3월 31일 - 1999년 4월 15일 |
| HKIFF24 | 2000년 4월 12일 - 2000년 4월 27일 |
| HKIFF25 | 2001년 4월 6일 - 2001년 4월 21일  |
| HKIFF26 | 2002년 3월 27일 - 2002년 4월 7일  |
| HKIFF27 | 2003년 4월 8일 - 2003년 4월 23일  |
| HKIFF28 | 2004년 4월 6일 - 2004년 4월 21일  |
| HKIFF29 | 2005년 3월 22일 - 2005년 4월 6일  |
| HKIFF30 | 2006년 4월 4일 - 2006년 4월 19일  |
| HKIFF31 | 2007년 3월 10일 - 2007년 4월 11일 |
| HKIFF32 | 2008년 3월 17일 - 2008년 4월 6일  |
| HKIFF33 | 2009년 3월 22일 - 2009년 4월 13일 |
| HKIFF34 | 2010년 3월 18일 - 2010년 4월 6일  |
| HKIFF35 | 2011년 3월 20일 - 2011년 4월 5일  |
| HKIFF36 | 2012년 3월 21일 - 2012년 4월 5일  |
| HKIFF37 | 2013년 3월 17일 - 2013년 4월 2일  |
| HKIFF38 | 2014년 3월 24일 - 2014년 4월 7일  |
| HKIFF39 | 2015년 3월 23일 - 2015년 4월 6일  |
| HKIFF40 | 2016년 3월 21일 - 2016년 4월 4일  |
| HKIFF41 | 2017년 4월 11일 - 2017년 4월 25일 |
| HKIFF42 | 2018년 3월 19일 - 2018년 4월 5일  |
| HKIFF43 | 2019년 3월 18일 - 2019년 4월 1일  |
| HKIFF44 | 취소됨                            |
| HKIFF45 | 2021년 4월 1일 - 2021년 4월 12일  |

## 같이 보기
- 영화제 목록